# Mainzer Kongress
Der Mainzer Kongress fand in Mainz von März bis April 1439 statt. Wegen Meinungsverschiedenheiten auf dem Konzil von Basel, hinsichtlich der Wiedervereinigung der katholischen mit der Griechisch-orthodoxen Kirche kam es darüber zwischen dem Papst Eugen IV. und dem Basler Konzil zum Streit und das Konzil spaltete sich. Obzwar die Mehrzahl der Konzilsteilnehmer in Basel blieb und König Albrecht II. um Unterstützung bat, erklärte dieser und die deutschen Kurfürsten ihre Neutralität im Konflikt zwischen Papst Eugen IV. und dem Konzil von Basel. Auf dem Mainzer Kongress erörterten Nikolaus von Kues diese Punkte mit den Kurfürsten und Bischöfen des Reichs.
Zu Beginn verhandelten die Vertreter des Basler Konzils ausschließlich mit den Kurfürsten. Erst am 25. März 1439 kamen die Abgesandten des Papstes Eugen IV. hinzu, um über die Verhandlungen zu protestieren. Gesandte der Könige von Frankreich und Kastilien, sowie des Herzogs von Mailand, die auch im Namen von Alfons V. von Aragon sprachen, sowie die Kurfürsten und Bischöfe des Heiligen Römischen Reiches gaben dem Kongress das Flair eines Europäischen Kongresses. Am 26. März kam es zur bedeutsamen „Anerkennung von Mainz“, in welcher 26 Reformdekrete des Konzils von Basel durch den Kongress als verbindlich anerkannt wurden. Damit waren bis auf ein Dekret alle wichtigen Konzilsdekrete anerkannt. Das eine Dekret, welches nicht anerkannt wurde, bezog sich auf die Modalitäten der Papstwahl und den zu leistenden Eid des Papstes sowie die Regelung der Nachfolge von Eugen IV. Drei Dekrete verdienen besondere Aufmerksamkeit, und zwar (i) die Abhaltung von Provinzialsynoden, (ii) die Behandlung von Juden und Neophyten und (iii) in welcher Form die Eucharistie zu empfangen sei (im Hinblick auf die Hussiten). Was die im Punkt (ii) aufgeführte Behandlung der Juden angeht, wurden die Beschlüsse von Basel bekräftigt, nämlich dass Juden zum jährlichen Besuch einer vom Diözesanbischof organisierten Predigt zur Missionierung verpflichtet seien, dass sie sich durch Kleidung kenntlich zu machen hätten sowie dass sie separat von Christen zu wohnen hätten.
Trotz der „Anerkennung von Mainz“ blieb die Unterstützung durch den König Albrecht II. eher verhalten. Dies erklärt sich aus seinem Interesse seine Position als König von Böhmen und als König von Ungarn zu konsolidieren, wofür die Hilfe des Papstes durchaus hilfreich war.
Als das Konzil von Basel kurz darauf vom Papst exkommuniziert wurde, beantwortete das Konzil am 24. Juni 1439 diesen Schritt mit der Absetzung Eugens.